# Kälberfeld
Kälberfeld is een plaats in de Duitse gemeente Hörselberg-Hainich in  Thüringen. De gemeente maakt deel uit van het Wartburgkreis.  Het dorp wordt voor het eerst genoemd in een oorkonde uit 1318. In 1996 werd Kälberfeld samengevoegd met Hörselberg.